# Горчиво езеро
Горчивото езеро (на гръцки: Πικρολίμνη, Пикролимни, на турски: Acı Göl, Аджъ гьол) е малко солено езеро в Егейска Македония, Гърция.
Разположено е на територията на дем Кукуш на 5 километра западно от река Галик (Галикос). Нивото на водата се променя силно със сезоните. На юг от езерото е разположено село Наръш (Неа Филаделфия), а на север Гьолбаш (Пикролимни).
Езерото няма флора и фауна, тъй като е с висока соленост - три пъти по-голяма от тази на Мъртво море и затова е известно като Гръцкото Мъртво море. Горчивото езеро е прочуто с лечебната си кал.
На Горчивото езеро е кръстен и съществувалият до 2011 година дем Горчиво езеро с център Али Ходжалар (Микрокамбос).